# Ouled Abbes
Ouled Abbes (em árabe: أولاد عباس) é uma cidade e comuna localizada na província de Chlef, Argélia. Segundo o censo de 2008, a população total da cidade era de 8 578 habitantes.